# شیاطین دم در
شیاطین دم در (ژاپنی: 鬼が来た) فیلمی در ژانر کمدی به کارگردانی جیانگ ون است که در سال ۲۰۰۰ منتشر شد. از بازیگران آن می‌توان به ترویوکی کاگاوا و جیانگ ون اشاره کرد. این فیلم در پنجاه و سومین جشنواره فیلم کن برنده جایزه بزرگ شده است.